# Amityville 8: La casa de las muñecas
Amityville 8: Dollhouse (conocida en México como Casa de muñecas y en España como Amityville 8: La casa de las muñecas) es una película de terror de 1996 dirigida por Steve White. La película es la octava y última de la saga original de Amityville. Fue lanzada en video en 1996 y en DVD en 2004.

## Argumento
Una pareja decide regalarle a su hija una casa de muñecas, la cual perteneció a la casa de Amityville que fue quemada (Amityville 3) años atrás. Un horrible y enfurecido demonio que habita en ella hará todo lo posible por estancar por completo la tranquila vida de la familia, queriéndo cobrar una venganza que ellos no merecen.

## Reparto
- Robin Thomas - Bill Martin
- Starr Andreeff - Claire Martin
- Allen Cutler - Todd Martin
- Rachel Duncan - Jessica Martin
- Jarrett Lennon - Jimmy Martin
- Clayton Murray - Papá de Jimmy
- Franc Ross - Tobias
- Lenore Kasdorf - Aunt Marla
- Lisa Robin Kelly - Dana